# Моя любимая брюнетка
«Моя любимая брюнетка» (англ. My Favorite Brunette) — фильм американского режиссёра Эллиотта Наджента. Кинокомедия с элементами мелодрамы и пародии на детективные фильмы-нуар, выпущенная компанией Paramount Pictures в 1947 году.

## Сюжет
Скромный и безвестный Фотограф Ронни Джексон (Хоуп) всегда мечтал стать компаньоном лучшего частного детектива города Сэма Маклауда (Лэдд), бюро которого располагалось в соседнем офисе. Однажды Маклауд уезжает по делам в Чикаго и просит фотографа отвечать на телефонные звонки в своём кабинете. По стечению обстоятельств в кресле детектива его застаёт обворожительная брюнетка, представившаяся баронессой Монтей (Ламур). Женщина, требующая за щедрое вознаграждение защиты, вручает Ронни дорогой перстень и таинственную карту земельного участка. Фотограф восторженно бросается в расследование. В результате запутанных приключений становится известно, что международный преступный синдикат во главе с майором Монтегю (Дингл) ведёт борьбу за права на землевладение, на котором обнаружены огромные запасы урана. Экспрессивный и непредсказуемый Ронни изобличает злоумышленников и с помощью баронессы Монтей передаёт их в руки агентов ФБР.

## В ролях
- Боб Хоуп — Ронни Джексон, фотограф
- Дороти Ламур — Карлотта Монтей, баронесса
- Алан Лэдд — Сэм Маклауд, частный детектив
- Чарльз Дингл — майор Саймон Монтегю
- Петер Лорре — Кисмет
- Лон Чейни младший — Вилли
- Джон Хойт — доктор Лундау
- Чарльз Арнт — Кроуфорд

## Художественные особенности
«Моя любимая брюнетка» — пародия на произведения авторов детективной литературы Раймонда Чандлера и Дэшилла Хэммета.
Большинство образов, созданные актёрами в этом фильме, является пародией на собственные роли в нуар-детективах конца 1930 — начала 1940 годов. Петер Лорре гротескно воспроизводит характер немногословного зловещего убийцы («Мальтийский сокол», «На протяжении всей ночи» и ряда других фильмов). Алан Лэдд — «крутой парень» («Оружия для найма» и другие). Лон Чейни — туповатый гигант («О мышах и людях»). Само название картины обыгрывает другой фильм с Бобом Хоупом — «Моя любимая блондинка» (1942 год).

## Критика
Лёгкая пародийная комедия оценивается критиками достаточно позитивно. При этом, например, кинокритик «Film Threat» Фил Холл отмечает, что во время первого просмотра фильма его преследовало ощущение дежавю:

Если вы выдели один фильм Боба Хоупа — вы видели их все. Его картины следуют по однотипному сценарию до мельчайших подробностей: комик попадает в комедию ошибок, где его преследуют коварные злодеи, но в последний момент он спасается с помощью красивой девушки. Но, честно говоря, подобная формула была коммерчески успешна.

## Факты
- Рекламный плакат к фильму изображает Боба Хоупа в огромных накладных усах, а Дороти Ламур — в пляжном бикини. Однако подобной сцены в фильме нет[2].